# Kettly Noël
Kettly Noël, née en 1966, est une danseuse, chorégraphe et actrice haïtienne, vivant au Mali.

## Biographie
Kettly Noël est née à Port-au-Prince en Haïti en 1966. 
Elle s'installe à Paris au début des années 1990, comme actrice, au théâtre et au cinéma, et danseuse mais aussi chorégraphe. Nanlakou, sa première pièce chorégraphique, consacrée à ses racines haïtiennes, y est créée en 1995.  la chorégraphie du clip d’Agolo, d'Angélique Kidjo. Elle suit ensuite son mari, en 1996, muté à Cotonou au Bénin, et anime des formations à la danse. Quatre ans plus tard, en 2000, elle gagne Bamako au Mali. Elle y est la fondatrice et directrice artistique d'un studio de danse, Donko Senko, et du festival Dense Bamako Danse, qui rassemble chaque année plusieurs compagnies de l'Afrique de l'Ouest,. « La quasi-totalité des chorégraphes africains qui tournent aujourd’hui à l’international, comme Robyn Orlin, Kettly Noël, Faustin Linyekula, ont émergé grâce à cette manifestation », affirme Sophie Renaud, de l’Institut français. Tichèlbe, présentée en 2002, remporte à la fois le prix des Rencontres chorégraphiques d'Afrique et d'océan Indien et le prix RFI Danse,.
Elle évolue dès lors entre le Mali, la France et Haïti,,. Elle crée également le festival PAPAP (Port-au-Prince Art Performance) en Haïti.
En 2017, elle participe à la documenta 14.

## Chorégraphies
- 1995 : Nanlakou
- 2002 : Tichèlbe
- 2017 : Panser la planète
- 2017: Zombification et Errance, documenta 14 à Athènes, Grèce et Cassel, Allemagne[9]

## Filmographie comme actrice
- 1993 : Seconde B : Douri
- 1995 : Total Eclipse : une Somalienne
- 2014 : Timbuktu : Zabou